# Cintré
Cintré (en bretó Kentreg, en gal·ló Ceintraé) és un municipi francès, situat a la regió de Bretanya, al departament d'Ille i Vilaine. L'any 2006 tenia 2.021 habitants. Es troba entre els municipis de Mordelles i L'Hermitage.

## Demografia
| 1962                                       | 1968 | 1975 | 1982  | 1990  | 1999  | 2005  | 2006  |
| ------------------------------------------ | ---- | ---- | ----- | ----- | ----- | ----- | ----- |
| 520                                        | 533  | 857  | 1.069 | 1.170 | 1.467 | 1.985 | 2.021 |
| Des de 1962: població sense dobles comptes |      |      |       |       |       |       |       |

## Administració
| Període   | Identitat         | Partit |
| --------- | ----------------- | ------ |
| 1989-2001 | Maryvonne Maurais |        |
| 2001-2014 | Alain Pestel      |        |